# Тарновский, Сергей Олегович
Серге́й Оле́гович Тарно́вский (укр. Сергій Олегович Тарновський; род. 24 июня 1997, Львов) — украинский и молдавский гребец-каноист. До 2013 года выступал за сборную Украины, в настоящее время представляет команду Молдавии. Участник летних Олимпийских игр в Рио-де-Жанейро, Токио, Париже. Чемпион мира (2022 и 2024), двукратный чемпион Европы (2024, 2025), чемпион юношеских Олимпийских игр в Нанкине, многократный победитель регат национального значения. В 2016 году дисквалифицирован за употребление запрещённых веществ и лишён бронзовой медали Олимпийских игр. На Олимпийских игр 2020 года, после завершения срока дисквалификации, завоевал бронзовую медаль. На своих третьих Олимпийских играх в Париже 2024 вновь завоевал бронзу.

## Биография
Родился 24 июня 1997 года в городе Львове, Украина. Активно заниматься греблей начал с раннего детства, проходил подготовку в Тернополе в детско-юношеской спортивной школе «Буревестник». Изначально выступал за юношескую сборную Украины, однако в 2013 году принял решение перейти в сборную Молдавии и вскоре получил молдавское гражданство.
В 2014 году в возрасте семнадцати лет принимал участие в юношеских Олимпийских играх в Нанкине и одержал победу в спринтерской гонке одиночных каноэ.
Первого серьёзного успеха на взрослом международном уровне добился в сезоне 2015 года, когда попал в основной состав молдавской национальной сборной и побывал на чемпионате мира в Милане, откуда привёз награду бронзового достоинства, выигранную в зачёте каноэ-одиночек на дистанции 1000 метров — в финале его обошли только немец Себастьян Брендель и чех Мартин Фукса. Год спустя выступил на чемпионате Европы в Москве, где стал серебряным призёром — на сей раз сумел обогнать Фуксу, но титулованному Бренделю всё же проиграл почти секунду.
Благодаря череде удачных выступлений Тарновский удостоился права защищать честь страны на летних Олимпийских играх 2016 года в Рио-де-Жанейро. В одиночках на тысяче метрах завоевал бронзовую медаль, уступив Себастьяну Бренделю и представителю Бразилии Изакиасу Кейросу, которые заняли первое и второе места соответственно (эта бронзовая медаль оказалась единственной медалью у Молдавии на Играх). Тем не менее, через два дня после финального заезда стало известно, что молдавский гребец провалил допинг-тест, сделанный непосредственно перед соревнованиями. 18 августа Международная федерация гребли на байдарках и каноэ объявила о дисквалификации Тарновского — из-за этого он не смог выступить в гонке двухместных каноэ на километровой дистанции, где должен был стартовать вместе с братом Олегом. Ожидается, что его бронзовая медаль будет передана россиянину Илье Штокалову, который финишировал четвёртым. В феврале 2017 года, антидопинговая панель ICF дисквалифицировала Тарновского на 4 года и лишила его бронзовой медали.
В 2020 году отбыв срок дисквалификации вернулся на международную арену начав с победы на Кубке мира в Сегеде. В 2021 году на Олимпиаде в Токио 2020 вновь завоевал бронзовую медаль, а в 2022 году в Галифаксе (Канада) стал чемпионом мира в каноэ одиночке на дистанции 5000. На Европейских играх в Кракове в 2023 году завоевал бронзу в каноэ одиночке на дистанции 500 метров, а в 2024 году в Сегеде стал Чемпионом Европы на этой дистанции. В 2024 году в Париже на своей третьей Олимпиаде вновь поднялся на пьедестал почета завоевав бронзу в каноэ одиночке на 1000 метров. Был знаменосцем на церемонии закрытия Олимпийских игр.
На чемпионате мира 2024 в Самарканде занял второе место на соревнованиях по гребле на каноэ на дистанции 500 метров и второе место на дистанции 5000 метров, а также финишировал на четвёртом месте в каноэ двойке с братом Олегом Тарновским на дистанции 1000 метров.
В 2025 году на чемпионате Европы в Рачице на дистанции 1000 метров завоевал бронзовую медаль. В смешанных четвёрках на дистанции 500 метров тоже стал бронзовым призёром. 22 июня на дистанции 500 метров в каноэ-одиночках стал серебряным призёром. На дистанции 5000 метров стал чемпионом Европы. 

## Награды
- Орден Почёта (2022 год)[7]
- Лучший спортсмен Молдовы (2) — 2022[8], 2023[9]
- Национальная премия Республики Молдова (2024 год)[10]

## Личная жизнь
В октябре 2024 года женился на белорусской гребчихе-байдарочнице Ольге Худенко.